# Brunon Szadkowski
Brunon Szadkowski (ur. 11 września 1939 w Kaniach, zm. 2 lutego 2007 w Gliwicach) – polski elektrotechnik, specjalista w zakresie metrologii elektrycznej, profesor nauk technicznych, dziekan Wydziału Elektrycznego Politechniki Śląskiej w latach 1979-1981.

## Życiorys
Urodził się 11 września 1939 w miejscowości Kanie koło Chełma na Lubelszczyźnie. Szkołę podstawową ukończył w Tarnowskich Górach, a liceum ogólnokształcące w Chorzowie. Następnie studiował na Wydziale Elektrycznym Politechniki Śląskiej uzyskując w 1962 dyplom inżyniera elektryka o specjalności Maszyny elektryczne. Bezpośrednio po skończeniu studiów rozpoczął pracę jako asystent w Katedrze Miernictwa Elektrycznego Politechniki Śląskiej. W 1969 na podstawie pracy pt. Optymalizacja układu mostkowego do badań dielektryków w zakresie częstotliwości podakustycznych obronił z wyróżnieniem doktorat, a w 1972 powołany został na stanowisko docenta.
Od 1973 do 1979 oraz od 1981 do 1984 był zastępcą Dyrektora Instytutu Metrologii i Automatyki Elektrotechnicznej. W roku 1979wybrany został na stanowisko Dziekana Wydziału Elektrycznego, funkcję tę pełnił do 1981.
W 1984 na podstawie pracy Synteza metod pomiaru immitancji uzyskał stopień doktora habilitowanego. W tym samym roku objął funkcję Dyrektora Instytutu i sprawował ją nieprzerwanie do roku 2003. W 1990 otrzymał tytuł profesora, a w 1996 został mianowany profesorem zwyczajnym w Politechnice Śląskiej.

## Dorobek naukowy
Specjalizował się w zakresie metrologii, zwłaszcza pomiarów impedancji oraz badań materiałów elektroizolacyjnych. Jego dorobek publikacyjny obejmuje ponad sto publikacji, w tym cztery podręczniki i monografie. Był autorem kilku patentów i licznych wdrożeń przemysłowych. Był promotorem siedmiu doktoratów oraz ponad stu prac inżynierskich i magisterskich.
Był członkiem organizacji naukowych, w tym Komitetu Elektrotechniki PAN i Komitetu Badań Naukowych, należał do gliwickiego Oddziału Stowarzyszenia Elektryków Polskich, Oddziału Gliwicko-Opolskiego Polskiego Towarzystwa Elektrotechniki Teoretycznej i Stosowanej oraz Związku Nauczycielstwa Polskiego.
Odznaczony Krzyżem Kawalerskim Orderu Odrodzenia Polski, Złotym Krzyżem Zasługi oraz medalem Zasłużony dla Politechniki Śląskiej. Ponad trzydziestokrotnie nagradzany Nagrodą Rektora Politechniki Śląskiej.